# Refuge du Fond des Fours
Die Refuge du Fond des Fours ist eine Schutzhütte, die sich im Département Savoie in der Region Auvergne-Rhône-Alpes befindet. Die Schutzhütte, die auf einer Höhe von 2537 m liegt, gehört der Verwaltung des Nationalparks Vanoise.

## Beschreibung
Die Schutzhütte bietet maximal 42 Wandern eine Übernachtungsmöglichkeit. Diese Kapazität fällt auf 18 Lager, sofern die Hütte nicht bewirtschaftet ist. Bewirtschaftet wird die Hütte im Frühjahr zwischen Mitte März und Mitte Mai sowie im Sommer von Mitte Juni bis Mitte September.
Die Schutzhütte verfügt über 3 einzelne Gebäude. In einem der 3 Gebäude befinden sich die mit Matratzen, Decken und Kissen ausgerüsteten Schlafräume. Im zweiten Gebäude befindet sich die Küche,  der Ess- sowie der Aufenthaltsraum. Das dritte Gebäude ist dem Hüttenwirt, den Angestellten sowie Mitarbeitern des Nationalparks Vanoise vorbehalten.

## Zustieg
Der Normalweg startet vom Parkplatz du Manchet, der sich bei Val-d’Isère befindet. Für den keinerlei Schwierigkeiten aufweisenden Anstieg sollte man ca. 1h30 einrechnen. Beim Zustieg bewältigt man einen Höhenunterschied von 600 m.

## Tourenmöglichkeiten
Von der Schutzhütte können folgende Aktivitäten angegangen werden:
- Anstieg auf den Pélaou Blanc (3135 m);
- Aufstieg zum Pass (2976 m) oder zum Gipfel Pointe des Fours (3072 m);
- Aufstieg zur Pointe de Méan Martin (3330 m);
- Aufstieg zum Pass Col de la Rocheure (2911 m), Dauer 2h15;
- Aufstieg zum Pass Col de Bézin (2929 m);
- Aufstieg zur Pointe de la Met (3041 m);
- Zugang zu den Schutzhütten Refuge de la Femma (Dauer 3h30), und Refuge du Carro (Dauer 6h).